# 第二次桑特堡之役
第二次桑特堡之役，於1863年9月8日在萨姆特堡發生。兩年前這裡的桑特堡戰役為南北戰爭開了序幕，南軍當時的新式大砲打敗了北軍，輕易佔領了此堡壘。而今北軍企圖重佔桑特堡，希望可以藉機打擊在南卡羅萊那州的南軍士氣。北軍花了數十日砲轟桑特堡，又派海軍進攻敵人，但南軍最終仍保住此堡壘的控制權，獲得勝利。